# Лагерфельт, Каролин
Кароли́н Южи́ни Лагерфе́льт (англ. Caroline Eugenie Lagerfelt, фр. Caroline Eugénie Lagerfelt; 23 сентября 1947, Париж, Франция) — американская актриса.

## Биография
Каролин Лагерфельт — американская актриса родом из Франции. Жила в Японии, Вене, Швейцарии, Люксембурге, Брюсселе и Швеции. Посещала школу-интернат в Англии. Окончила Американскую академию драматического искусства. Начала свою карьеру в качестве бродвейской актрисы в 1971 году.

## Семья
Родилась в семье барона и шведского дипломата Карла-Густава Лагерфельта и Сары Шампион де Крепни, дочери британского майора Вервиля Шампиона де Крепни и Норы (урождённой МакСлой).
По разным данным замужем или разведена, имеет двоих сыновей.

## Избранная фильмография
| Год       |   | Русское название                 | Оригинальное название    | Роль                |
| --------- | - | -------------------------------- | ------------------------ | ------------------- |
| 2003      | с | Клиент всегда мёртв              | Six Feet Under           | альтернативная жена |
| 2003      | с | Баффи — истребительница вампиров | Buffy the Vampire Slayer | Энн                 |
| 2007      | с | Доктор Хаус                      | House                    | Конни               |
| 2007—2012 | с | Сплетница                        | Gossip Girl              | Селия «СиСи» Роудс  |